# 胡张乡
胡张乡，是中华人民共和国山西省运城市夏县下辖的一个乡镇级行政单位。

## 行政区划
胡张乡下辖以下地区：
胡张村、如意下晁村、泊头村、小李村、西下冯村、王村、东张南村、西张南村、西晋村、中晋村、大里村、沙流村、其毋村、张村、郭村、枣元村、西河头村、东河头村、西谷村、柳村、朱村、冯村、永兴庄村、窑头村和如意上晁村。